# Campeonato Europeu de Beisebol de 1973
O Campeonato Europeu de Beisebol de 1973 foi a 13º edição do principal torneio entre seleções nacionais de beisebol da Europa. A campeã foi a Seleção Neerlandesa de Beisebol, que conquistou seu 10º título na história da competição. O torneio foi sediado nos Países Baixos.

## Classificação
| Pos. | Equipe        |
| ---- | ------------- |
| 1    | Países Baixos |
| 2    | Itália        |
| 3    | Espanha       |
| 4    | Bélgica       |
| 5    | Suécia        |
| 6    | França        |